# FrontPage Africa
Pour les articles homonymes, voir Frontpage (homonymie).
Le FrontPage Africa est un journal publié au Liberia. Basé à Monrovia, il est fondé par Rodney Sieh (en) en 2005. FrontPage Africa est au départ un journal en ligne. Il commence à être édité sur papier, en 2008, atteignant un tirage de 1 500 exemplaires.

## Source de la traduction
- (en) Cet article est partiellement ou en totalité issu de l’article de Wikipédia en anglais intitulé « FrontPage Africa » (voir la liste des auteurs).